# Havre de Grâce
Ne doit pas être confondu avec Havre de Grace (Maryland).
Albums de Radio Radio
Belmundo Regal Ej Feel Zoo
Havre de Grâce est le troisième album du groupe de hip-hop acadien Radio Radio, sorti le 17 avril 2012.

## Pistes de l'album
| No  | Titre                                                                                     | Durée |
| --- | ----------------------------------------------------------------------------------------- | ----- |
| 1.  | Sunrise / All Inclusive War Tour (feat. Poncho French)                                    | 06:13 |
| 2.  | Gong Hotel                                                                                | 03:39 |
| 3.  | Galope (feat. Georgette LeBlanc)                                                          | 04:13 |
| 4.  | Y'en a qui connais (feat. Horace Trahan)                                                  | 03:48 |
| 5.  | Yellé                                                                                     | 04:01 |
| 6.  | Chambralit                                                                                | 03:55 |
| 7.  | Powers That Be / Saute, danse, chante (feat. Pierre Kwenders, Mamoru & Georgette LeBlanc) | 06:34 |
| 8.  | On a vécu Des                                                                             | 04:05 |
| 9.  | Roulez, commencez                                                                         | 03:12 |
| 10. | Conférence / Figurer Out (feat. Poncho French)                                            | 04:19 |
| 11. | Tout passe (Sous le firmament)                                                            | 03:47 |
| 12. | Feng shui / Everyday Life                                                                 | 05:24 |
| 13. | Comment ça va ?                                                                           | 08:50 |
| 14. | ChamPain (Bonus Track)                                                                    | 03:57 |